# Uwe Helmut Grave
Uwe Helmut Grave (als Pseudonym Eddy von Ehrlicher, Edward von Ehrlicher; *  20. Februar 1955; † 23. Februar oder 24. Februar 2018) war ein deutscher Science-Fiction-Autor.
Grave war als Skriptautor für die ehemalige Bastei-Serie „Gespenster Geschichten“ tätig. Zudem veröffentlichte er diverse Heftromane. Zuletzt war er überwiegend im Buchbereich tätig als Stammautor der Science-Fiction-Serie Ren Dhark. Zudem lektorierte er Bücher und verfasste unter wechselnden Pseudonymen Kurzgeschichten für Zeitschriften und Beilagen von Zeitungen.

## Werke (Auswahl)
- Mister Fitzgerald – Ist da wer?, AAVAA Verlag 2017, ISBN 978-3-8459-2470-0
- Roboter gegen Charaua. HJB, Neuwied 2006
- Nero. HJB, Neuwied 2005
- Ren Dhark Science-Fiction-Serie erschienen im  HJB Verlag:
  - Ren Dhark Sonderband 17: Jagd auf die Rebellen
  - Sternendschungel Galaxis 22: Tödliches Gift
  - Sternendschungel Galaxis 49: Die stille Stadt
  - Sternendschungel Galaxis 14: Welt ohne Kinder
  - Sternendschungel Galaxis 19: Todeswelle
  - Sternendschungel Galaxis 26: Seite an Seite
  - Sternendschungel Galaxis 29: Sternensegler
  - Sternendschungel Galaxis 39: Jahrtausendschiff
  - Sternendschungel Galaxis 46: Verlorener Haufen